# Georges Aubert (graveur)
Pour les articles homonymes, voir Georges Aubert et Aubert.
Georges Aubert, né à Paris le 8 octobre 1866 et mort à Asnières-sur-Seine le 24 mai 1961, est un graveur sur bois français.

## Biographie
Georges Aubert naît dans le 5e arrondissement de Paris le 8 octobre 1866.
Membre de la Société des artistes français, il obtient une mention honorable en 1895 au Salon, une médaille d'argent en 1914 et la médaille d'or en 1927. Il est alors classé hors-concours à partir de cette date.
On lui doit de nombreux portraits d'artistes, produits pour les Éditions Gallimard, entre autres pour les collections « Une œuvre, un portrait » et « Les peintres français nouveaux » (1922-1933).
Georges Aubert meurt en 1961.